# Шведе, Евгений Евгеньевич
Евгений Евгеньевич Шведе (1890—1977) — советский морской офицер, учёный, географ и историк, один из основоположников советской военно-морской географии, педагог, первый в СССР доктор военно-морских наук, профессор, заслуженный деятель науки и техники РСФСР, почётный член Географического общества, участник Первой мировой, Гражданской и Великой Отечественной войн, контр-адмирал.

## Биография
Евгений Евгеньевич Шведе родился 25 октября (6 ноября) 1890 год в Санкт-Петербурге. Происходил из старинного морского рода лифляндских дворян Шведе с немецко-шведскими корнями. Сын морского офицера, полярного исследователя лейтенанта Е. Л. Шведе (1859—1893), внук кораблестроителя генерал-майора Л. Г. Шведе (1823—1882). 
С 1901 по 1904 годы Евгений учился в 8-й петербургской гимназии.

### Служба в Российском императорском флоте
В августе 1904 года дядя Евгения, старший офицер броненосца «Орел» лейтенант Константин Леопольдович Шведе определил племянника в Морской кадетский корпус, который он окончил в ноябре 1910 года с Нахимовской медалью и пожалован золотой черногорской медалью с надписью «За ревность», был произведён в мичманы. В службе находился с 1907 года.
С ноября 1910 по апрель 1911 года — полуротный командир 2-го Балтийского флотского экипажа, затем вахтенный офицер, младший штурман, вахтенный начальник на крейсере «Рюрик». С августа 1913 по март 1914 года — слушатель штурманских офицерских классов, ученик Ю. М. Шокальского, преподававшего на классах. 6 апреля 1914 года произведён в лейтенанты флота. Участник Первой мировой войны. С мая 1914 по февраль 1917 года — временно исполняющий обязанности флаг-офицера штаба, командующего Морскими силами Балтийского моря, младший штурман линкора «Севастополь», с февраля по ноябрь 1917 года — старший штурман крейсера «Громобой». За участие в боевых действиях был награждён орденами Святой Анны 4 степени с надписью «за храбрость» и Святого Станислава 3 степени с мечами.

### Служба в РККФ
После Октябрьской революции Е. Е. Шведе перешёл на сторону советской власти. Службу в РККА начал с ноября 1917 года старшим штурманом линкора «Севастополь». В феврале-мае 1918 года Шведе участвовал в Ледовом походе кораблей Балтийского флота из Ревеля и Гельсингфорса в Кронштадт. Из-за болезни — с сентября 1918 года на береговой службе.
С сентября 1918 года — помощник редактора лоций Главного гидрографического управления, в декабре 1919 года назначен преподавателем штурманского класса курсов усовершенствования командного состава РККФ. С 1920 года — член Русского географического общества (с 1940 года — член его Ученого совета, с 1948 года — член Президиума, с 1962 года — Почётный член). С мая 1920 года — начальник иностранного отдела Оперативного управления штаба Морских сил Республики (МСР), с конца 1921 года — начальник оперативного отдела походного штаба Командующего морскими силами по переброске частей Рабоче-крестьянской Красной армии из Крыма на Кавказ. В 1921 году получил диплом штурмана дальнего плавания.
С февраля 1922 — помощник начальника отдела (факультета), адъюнкт кафедры военно-морской географии Военно-морской академии в Петрограде. В 1924 году Шведе в качестве штурмана судна «Франц Меринг» участвовал в перегоне судов с Балтики на Чёрное море в Севастополь. С февраля 1925 года, оставаясь адъюнктом, назначен учёным секретарём исторического отдела штаба МСР, с августа 1926 года — преподаватель Военно-морской академии. В 1930 году вместе со слушателями академии на линкоре «Парижская коммуна» и крейсере «Профинтерн» повторил морской поход через Атлантику, по маршруту Кронштадт-Севастополь.
В 1938 году присвоено звание капитан 2 ранга, в 1939 году — звание капитан 1 ранга. С июля 1939 года — доцент, в 1940 году защитил кандидатскую диссертацию в области географии. С июля 1940 года — профессор кафедры военно-морской географии Военно-морской академии им. К. Е. Ворошилова. В августе-октябре 1940 года на борту подводной лодки «Щ-423» капитан 1-го ранга Шведе прошёл Северным морским путём из Полярного на Дальний Восток. В ходе похода изучал движение льдов и морские течения, собирал материал для докторской диссертации.

### Участие в Великой Отечественной войне

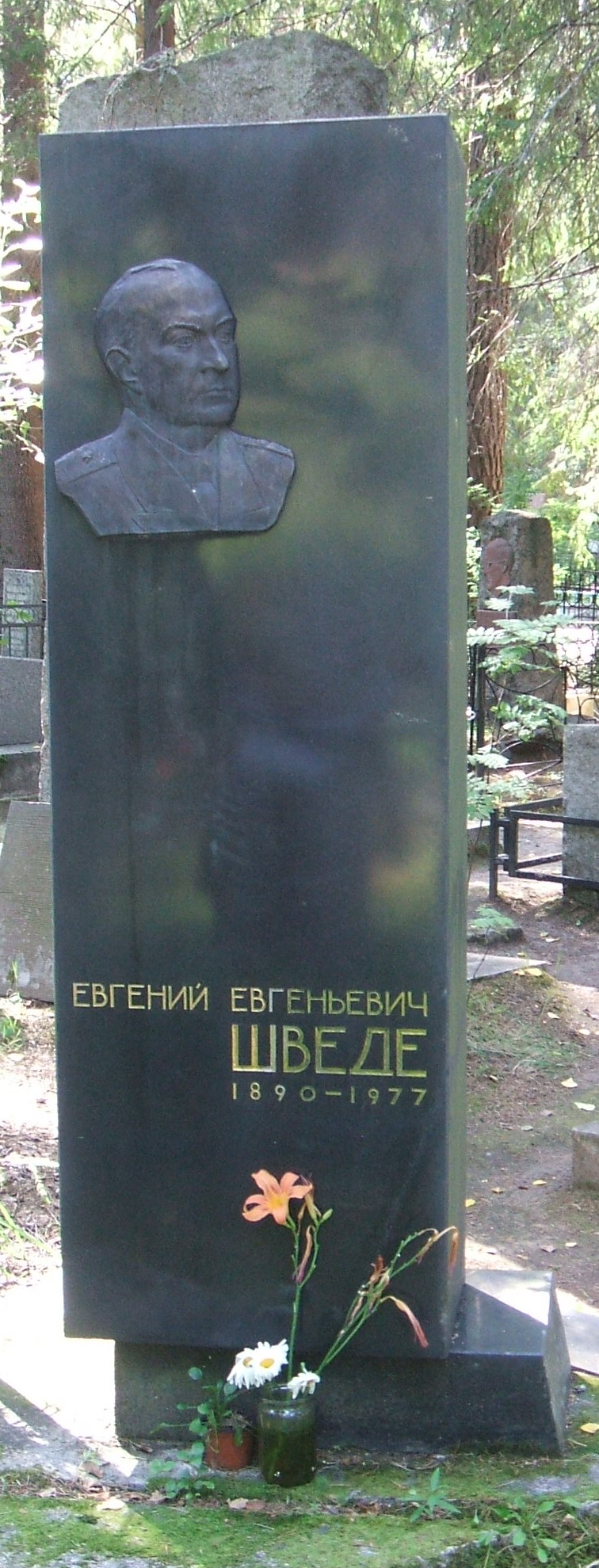
Могила Е. Е. Шведе на Комаровском кладбище

В Великую Отечественную войну вступил в прежней должности. Находясь в эвакуации в Астрахани, Шведе одновременно с преподавательской работой участвовал в рекогносцировке Сталинградского оборонительного рубежа, организации обороны реки Волги и Астраханского рейда, а также в военно-географического обеспечении боевых действий Северного флота.
В 1942 году стал первым в СССР доктором военно-морских наук. В 1944 году вступил в члены компартии. 5 ноября 1944 года ему присвоено звание контр-адмирал. В 1943—1945 годах — старший преподаватель, с мая 1945 года — начальник кафедры морских театров, с сентября 1945 года — начальник кафедры военно-морской географии военно-морской академии.
Евгений Евгеньевич Шведе заочно окончил искусствоведческое отделение Ленинградского Государственного университета. Спектр его знаний и научных устремлений был очень широк — география, история, искусство, литература, океанография. В совершенстве владел английским, немецким и французским языками, с голландского и шведского переводил со словарем.
В 1948 году Шведе присуждено почётное звание — Заслуженный деятель науки РСФСР.
С 1960 года являлся членом Высшей аттестационной комиссии при Министерстве высшего образования СССР, до апреля 1965 года продолжал работать начальником кафедры истории военно-морского искусства и военно-морской географии ВМА. С апреля 1965 года в отставке.
Умер Евгений Евгеньевич Шведе 26 апреля 1977 года в Ленинграде. Похоронен в посёлке Комарово на поселковом кладбище.

## Награды
Российской империи:
- Орден Святой Анны 4-й степени с надписью «за храбрость» (1915),
- Орден Святого Станислава 3-й степени с мечами и бантом (1916),
- Светло-бронзовая медаль «В память 300-летия царствования дома Романовых» (1913),
- Светло-бронзовая медаль «В память 200-летия морского сражения при Гангуте» (1915).

СССР:
- Орден Ленина (1945)[8],
- Орден Красного Знамени (1944, 1948)[11],
- Орден Красной Звезды (1943),
- Медали, в том числе — юбилейная медаль «XX лет Рабоче-Крестьянской Красной Армии»
- Именное оружие (1955).
- Золотая медаль им. Н. М. Пржевальского (1949).

Иностранные:
- Золотая медаль «За ревность» (Черногория, 1910)

## Память
- В 1966 году именем Е. Е. Шведе названа одна из гор на Земле Королевы Мод в Антарктиде[12].

## Семья
- Отец — Шведе, Евгений Леопольдович (1859—1893), морской офицер, автор учебных пособий и статей по электрическому и минному делу, в 1893 году командир колёсного парохода «Лейтенант Малыгин» и руководитель Северной Енисейской экспедиции, в ходе которой открыл и обследовал бухту на юго-востоке острова Вилькицкого в Карском море, названную в его память бухтой Шведе[4].
- Мать — Шведе Мария Александровна, урождённая Обермиллер (1861—1939), дочь военного врача, доктора медицины, лейб-хирурга Двора Его Императорского Величества А. П. Обермиллера[4].
- Сестра — Шведе Мария Евгеньевна (1892—1963, Ленинград), художница, замужем за капитаном 1-го ранга Алексеем Константиновичем де Плансоном (1896—1964), вахтенным офицером «Авроры» (1916-17), преподавателем военно-морского училища во Владивостоке (1945 год)[13].
- Сестра — Шведе Елизавета Евгеньевна (1894—1980), искусствовед, художник, заведующая библиотекой Ленинградской государственной консерватории[14][15];
- Жена (1-й брак с 1913 до 1922 года) — Шведе Надежда Константиновна, урождённая Плансон (1895—1944), дочь вице-адмирала К. А. Плансон, художница[13].
- Жена (2-й брак с 1922 по 1935 годы) — Оношкович-Яцына, Ада Ивановна (1897—1935) — русская советская поэтесса и переводчица, умерла от тифа[13].
  - Сын — Шведе Николай Евгеньевич (1924—2003), капитан 1-го ранга, окончил Высшее военно-морское училище им. М. В. Фрунзе, служил в Гидрографической службе Балтийского флота, с 1957 работал в научно-исследовательском институте Военно-морского флота. С 1976 года — научный сотрудник Государственного океанографического института в Санкт-Петербурге[13].
- Жена (3-й брак с 1936 по 1940 годы) — Вальдман Елизавета Альбертовна (урождённая Кюнцли)[14].
- Жена (4-й брак с 1941 года) — Ольга Константиновна Васильева (Васильева-Шведе), урождённая Афанасьева (1896—1987) — российский филолог-романист, доктор филологических наук, профессор. Труды по грамматике иберо-романских и баскского языков, по испанской, португальской и бразильской литературе[16].